# José Rafael Ortiz
José Rafael Ortiz Rijos (n. Aibonito, Puerto Rico; 25 de octubre de 1963) –más conocido como Piculín Ortiz– es un exjugador de baloncesto y político de Puerto Rico. Ortiz ha jugado para la NCAA, NBA, varias ligas europeas, y la BSN en Puerto Rico.
Ortiz jugó para los Utah Jazz mientras estuvo en la NBA, y para los Atléticos de San Germán, Cangrejeros de Santurce y Capitanes de Arecibo en la BSN. Ortiz también fue miembro del Equipo Nacional de Puerto Rico desde el 1983 hasta el 2004. Fue uno de los integrantes del Equipo Nacional del 2004 que derrotó a los Estados Unidos en las Olimpiadas.
Ortiz mantiene varios récords como jugador de baloncesto. Esta #4 y #6 en las estadísticas de todos los tiempos por rebotes por juego y total de rebotes en la BSN. También es solo el tercer jugador en ganar ocho campeonatos en la liga. Ortiz también fue el primer jugador puertorriqueño en ser seleccionado en un sorteo de la NBA. Muchos expertos consideran a Ortiz como el mejor jugador de baloncesto de Puerto Rico.
En el año 2008, por pedido del entonces gobernador de Puerto Rico Aníbal Acevedo Vilá, aceptó una contienda al Senado de Puerto Rico bajo la insignia del Partido Popular Democrático, la cual perdió por un reducido margen de votos.
El 26 de marzo de 2019 fue exaltado al Salón de la fama del Baloncesto Internacional de la FIBA.

## Juventud y educación
Ortiz nació en el pueblo de Aibonito, Puerto Rico el 25 de octubre de 1963, pero se crio en el pueblo de Cayey. Comenzó su carrera como pívot en la Escuela Superior Benjamin Harrison de Cayey. Recibió el apodo de Piculín por parte de una vecina, 'debido a sus travesuras'. También se le llamaba "El Concorde", en referencia al popular avión y su estatura de 6'11". Este último apodo fue dado por el comentarista de la BSN, Don Manuel Rivera Morales. Ortiz recibió un bachillerato en Comunicaciones de la universidad de Oregón State.

## Carrera en Puerto Rico (BSN)
Ortiz comenzó a jugar baloncesto en la Liga de Puerto Rico en 1981, cuando tenía aproximadamente 17 años. Debutó con los Atléticos de San Germán con quienes permaneció por 15 temporadas. Mientras avanzaba en su carrera, sus destrezas fueron mejorando significativamente, guiando al equipo de San Germán a un campeonato en 1985. Esa temporada, Ortiz promedió más de 25 puntos y 14 rebotes por juego. Ortiz guio a su equipo a un segundo campeonato en 1991, mientras el promedio 19 puntos y 15.8 rebotes. Después de la temporada de 1991, Ortiz abandonó la liga para jugar en Europa. Regresó en 1994 para guiar a San Germán a un tercer campeonato.
En 1998, Ortiz pasó a los Cangrejeros de Santurce donde ganó cuatro campeonatos seguidos (1998-2001). En el 2003, Ortiz y los Cangrejeros ganaron otro campeonato, convirtiéndose en solo el tercer jugador en ganar ocho campeonatos en la liga.
Ortiz jugó dos años más en Santurce, y en 2006 jugó con los Capitanes de Arecibo. En junio de 2006 anunció su retiro como jugador profesional luego de una temporada con Arecibo. Terminó su carrera con 8,915 puntos, 5,314 rebotes (#6), y 1,134 asistencias en 505 partidos de temporada regular. Ortiz es considerado por muchos como uno de los mejores jugadores del baloncesto puertorriqueño.

## Universidad
Ortiz asistió a la Universidad de Oregon State desde 1985-1987 donde fue entrenado por Ralph Miller. Además, fue compañero de equipo del futuro miembro del Salón de la Fama de la NBA, Gary Payton durante el primer año de este. Durante sus dos temporadas con los Beavers, Ortiz promedió 19.8 puntos y 8.7 rebotes por juego. Luego de la temporada de 1986-87, Ortiz fue nombrado Jugador del Año de la Pac-10 derrotando, entre otros, a Reggie Miller, de UCLA.

### Estadísticas
| Año     | Equipo       | PJ | PT | MPP  | %TC  | %3P  | %TL  | RPP | APP | ROB | TPP | PPP  |
| ------- | ------------ | -- | -- | ---- | ---- | ---- | ---- | --- | --- | --- | --- | ---- |
| 1985-86 | Oregon State | 22 | -  | 34.8 | .515 | -    | .664 | 8.5 | -   | 0.6 | 1.5 | 16.4 |
| 1986-87 | Oregon State | 30 | -  | 36.7 | .584 | -    | .725 | 8.7 | -   | 1.2 | 1.4 | 22.3 |
| Total   |              | 52 | -  | 35.9 | .557 | .500 | .703 | 8.7 | 1.5 | 0.9 | 1.4 | 19.8 |

## Carrera en la NBA
Luego de graduarse de la Universidad de Oregon State, Ortiz entró al Draft de la NBA de 1987. Fue seleccionado en el turno #15 por los Utah Jazz, convirtiéndose en el primer puertorriqueño en ser seleccionado en estos sorteos. Sin embargo, antes de su primera temporada, recibió una oferta del CB Zaragoza en España, y aceptó. Durante ese tiempo, jugó con jugadores como Fernando Arcega, Paco Zapata, y José Ángel Arcega. Ortiz regresó a los Jazz para la temporada 1988-89, debutando el 9 de noviembre de 1988. Durante su primera temporada, Ortiz jugó en 51 partidos, iniciando en 15. Tuvo promedios de 2.8 puntos y 1.1 rebotes por juego.
Ortiz regresó a la NBA para la temporada 1989-90, jugando en 13 partidos antes de ser descartado por el equipo el 5 de febrero de 1990. Ortiz culminó su breve carrera en la NBA con promedio de 2.9 puntos y 1.1 rebotes por juego. Durante su tiempo en la liga, Ortiz vistió el #44.

## Carrera internacional
Antes de ser descartado por los Utah Jazz en 1990, fue jugador del CAI ZARAGOZA en la temporada 87-88, y después de Utah, Piculin Ortiz fue contratado por el equipo Del Real Madrid CF en España. Luego de esa temporada, pasó a jugar con el FC Barcelona donde ganó la Copa del Rey de Baloncesto, y terminó como subcampeón de la Copa de Europa de baloncesto.
Luego de eso, Ortiz jugó para el Festina Andorra (1992-1993), el Unicaja Málaga (1993-1994), el Gymnastikos S. Larissas (1994-1995), el Iraklis Creta (1995-1996), y el Aris Tesalónica (1996-1997). Con estos últimos conquistó la Copa Korać. Luego de esa temporada, Ortiz recibió una oferta de aproximadamente $1 millón para jugar con el PAOK BC, pero el contrato se declaró nulo luego de que pruebas de laboratorio sugirieran que Ortiz era usuario de esteroides. Ortiz apeló la decisión en corte, ganando el caso, pero se negó a regresar a Europa a jugar.
En 1997, Ortiz jugó para los Guaiqueríes de Margarita en la Liga Venezolana.

## Carrera olímpica
En 1983 hizo su debut con el Equipo Nacional de Puerto Rico en los Juegos Panamericanos de Caracas. 
Con su país, ha participado en cinco Campeonatos del Mundo y en cuatro Juegos Olímpicos, anunciando su retirada del equipo nacional en las Olimpiadas de Atenas, en 2004, aunque se mantuvo en activo en Puerto Rico, jugando la liga del país caribeño.

## Otros negocios

### Empresario
Ortiz abrió un restaurante llamado Patria en su pueblo de Cayey. Sin embargo, en el 2003 el restaurante se fue a la bancarrota. El 5 de julio de 2018 abre otro restaurante/pizzería en la Parguera, Lajas Puerto Rico.

### Política
Ortiz comenzó a interesarse en la política, luego de conocer al representante  Ferdinand Pérez en el año 2000. Pérez buscaba consejo de Ortiz para medidas relacionadas con deporte, y eventualmente le sugirió que se postulara. Aunque reacio al principio, Ortiz aceptó postularse para senador por Distrito tras la campaña de Pérez para alcalde de San Juan por el Partido Popular Democrático. Ortiz se postuló para el distrito de San Juan-Guaynabo en las elecciones generales de Puerto Rico de 2008. Sin embargo, tanto Ortiz como Pérez fueron derrotados. Pérez ha dicho que Ortiz se distanció de la política tras la derrota.

### Activismo social
El 28 de mayo de 2011, Ortiz abrió oficialmente el Instituto de Baloncesto Piculín Ortiz en su pueblo de Cayey. El instituto busca desarrollar las destrezas de baloncesto en niños y jóvenes.

## Vida personal de Ortiz
Ortiz se casó con Nirita Ruiz, con quien tuvo una hija.  También tiene un hijo. Sin embargo, Ortiz y su esposa se divorciaron en el 2006. El 28 de diciembre de 2021 contrae segundas nupcias con Sylvia Ríos.
El 22 de noviembre de 2023 anunció que padecía cáncer colorrectal.

## Problemas legales
El 29 de junio del 2011, Ortiz fue arrestado por cargos de posesión de drogas José 'Piculín' Ortiz se declara culpable de poseer cultivo de marihuana (enlace roto disponible en Internet Archive; véase el historial, la primera versión y la última).. Agentes federales hallaron 218 plantas de marihuana en una casa alquilada por Ortiz, junto con cartuchos para fusil AR-15. Ortiz admitió a las autoridades que el material le pertenecía. En la vista de fianza, Ortiz fue representado por un defensor público, ya que alegó no tener dinero para un abogado. En la vista, el juez decidió enviar a Ortiz a una clínica de rehabilitación.

## Estadísticas de su carrera en la NBA

### Temporada regular
| Año     | Equipo | PJ | PT | MPP | %TC  | %3P  | %TL  | RPP | APP | ROB | TPP | PPP |
| ------- | ------ | -- | -- | --- | ---- | ---- | ---- | --- | --- | --- | --- | --- |
| 1988-89 | Utah   | 51 | 15 | 6.4 | .440 | .000 | .596 | 1.1 | 0.2 | 0.2 | 0.1 | 2.8 |
| 1989-90 | Utah   | 13 | 0  | 4.9 | .452 | .500 | .600 | 1.2 | 0.5 | 0.2 | 0.1 | 3.2 |
| Total   |        | 63 | 15 | 6.1 | .443 | .333 | .596 | 1.1 | 0.3 | 0.2 | 0.1 | 2.9 |